# Sudán (rinoceronte)
Sudán (Sudão do Sul, 1 de janeiro de 1973 - Sudão do Sul, 19 de março de 2018) foi um rinoceronte branco do norte, o último macho de sua espécie no mundo.

## Biografia
Uma pequena criança atrapada no Parque Nacional de Shambe em 19 de novembro de 1973, foi enviado ao Zoológico de Dvůr Králové na República Checa como principal atração e permaneceu nele até 2009. Nesse ano Sudão era o menor dos dois únicos machos vivos no mundo, o outro era Angalifu, pelo que se assinou um tratado no qual o rinoceronte seria transladado ao OL Conservatorio de Pejeta em Kenia para tratar que se reproduzisse, o acordo sustentava que Sudão não voltaria a Europa.
O rinoceronte juntou-se com Nasima com quem teve duas crianças fêmeas: Nabire (nascida o 15 de novembro de 1983 e falecida em julho de 2015) e Najin (nascida em 1989), quem fez-lhe avô de sua neta Fatu (nascida em 2000).
Os três rinocerontes, Sudão, Najin e Fatu (os últimos no planeta de sua espécie) viveram no OL Conservatório de Pejeta do Condado de Laikipia sendo fortemente vigiados as 24 horas do dia numa zona cercada, com torres de vigilância e custodiados por soldados armados, cães guardiães e aviões não tripulados.
Em março de 2017 anunciou-se ao mundo que Sudán de 44 anos, era muito velho já para se reproduzir ao produzir muito pouco esperma.

Morreu aos 45 anos por um infecção na pata que se agravou, essa espécie foi oficialmente decretada que está totalmente extinta no planeta terra. Restam agora duas fêmeas: Najin, sua filha, e Fatu, sua neta.